# Diocesi di Tenneso
La diocesi di Tenneso (in latino: Dioecesis Thennesiensis) è una sede soppressa e sede titolare della Chiesa cattolica.

## Storia
Tenneso, identificabile con Tinnis in Egitto, è un'antica sede episcopale della provincia romana dell'Augustamnica Prima nella diocesi civile d'Egitto. Faceva parte del patriarcato di Alessandria ed era suffraganea dell'arcidiocesi di Pelusio.
La diocesi è documentata per la prima verso la fine del IV secolo. Nel suo viaggio dalla Siria all'Egitto per far visita ai monasteri della Tebaide, san Cassiano si fermò, nel 399, nel piccolo porto di Thennesos il giorno stesso in cui veniva eletto il nuovo vescovo, di cui però non è noto il nome. Al concilio di Calcedonia del 451 fu condannato il vescovo Heron di Tenneso per non aver sottoscritto gli anatemi contro il patriarca Dioscoro di Alessandria.
Alcuni autori hanno voluto identificare con Tenneso la sede di Thyneos (Θύννεως) di cui erano vescovi Eraclide e Isacco documentati rispettivamente nel 431 (concilio di Efeso) e nel 458; queste attribuzioni sono tuttavia contestate.
Dal XIX secolo Tenneso è annoverata tra le sedi vescovili titolari della Chiesa cattolica; la sede è vacante dal 16 ottobre 1971. Il suo ultimo titolare è stato Primo Gasbarri, vescovo ausiliare di Velletri.

## Cronotassi

### Vescovi greci
- Anonimo † (eletto nel 399)
- Eraclide ? † (menzionato nel 431)
- Erone † (menzionato nel 451)
- Isacco ? † (menzionato nel 458)

### Vescovi titolari
- Timothy Clement Smyth, O.C.S.O. † (9 gennaio 1857 - 19 febbraio 1858 succeduto vescovo di Dubuque)
- Antoni Fijałkowski † (25 giugno 1858 - 23 marzo 1860 nominato vescovo di Kam"janec'-Podil's'kyj)
- Jordan Marie Joseph Ballsieper, Cong. Subl. O.S.B. † (5 aprile 1878 - 1º marzo 1890 deceduto)
- Carlos Echenique Altamira † (10 dicembre 1914 - 27 novembre 1922 deceduto)
- Alphonse Emmanuel Deschamps † (6 febbraio 1925 - 23 giugno 1940 deceduto)
- Giuseppe Pietro Gagnor, O.P. † (1º febbraio 1941 - 30 ottobre 1945 nominato vescovo di Alessandria)
- Valerian Gracias † (11 aprile 1946 - 4 dicembre 1950 nominato arcivescovo di Bombay)
- Agostino D'Arco † (3 febbraio 1951 - 16 aprile 1952 succeduto vescovo di Castellammare di Stabia)
- Luis Aníbal Rodríguez Pardo † (6 giugno 1952 - 17 giugno 1953 nominato vescovo di Oruro)
- Primo Gasbarri † (30 luglio 1953 - 16 ottobre 1971 nominato vescovo di Grosseto)